# Grönländische Fußballmeisterschaft 2015
Die Grönländische Fußballmeisterschaft 2015 war die 53. Spielzeit der Grönländischen Fußballmeisterschaft.
Meister wurde zum elften Mal und zum vierten Mal in Folge Rekordmeister B-67 Nuuk.

## Teilnehmer
Von folgenden Mannschaften ist die Teilnahme an der Meisterschaft bekannt. Teilnehmer der Schlussrunde sind fett.
- UB-83 Upernavik
- Eqaluk-56 Ikerasak
- FC Malamuk Uummannaq
- UB-68 Uummannaq
- G-44 Qeqertarsuaq
- I-69 Ilulissat
- N-48 Ilulissat
- Kugsak-45 Qasigiannguit
- T-41 Aasiaat
- S-68 Sisimiut
- SAK Sisimiut
- Kâgssagssuk Maniitsoq
- B-67 Nuuk
- IT-79 Nuuk
- NÛK
- N-85 Narsaq
- K-33 Qaqortoq
- Eĸaluk-54 Tasiusaq
- ATA Tasiilaq

## Modus
Die Mannschaften wurden für die Qualifikationsrunde in fünf Gruppen eingeteilt. Die besten sieben Mannschaften qualifizierten sich für die Schlussrunde. Gastgeber Kugsak-45 Qasigiannguit war automatisch qualifiziert. Die acht Mannschaften wurden in der Schlussrunde wie üblich in zwei Gruppen eingeteilt. Anschließend folgte die Halbfinals und die Platzierungsspiele.

## Ergebnisse

### Qualifikationsrunde

#### Nordgrönland
| Pl. | Verein               | Sp. | S | U | N | Tore    | Punkte |
| --- | -------------------- | --- | - | - | - | ------- | ------ |
| 1.  | FC Malamuk Uummannaq | 3   | 3 | 0 | 0 | 011:200 | 09     |
| 2.  | UB-83 Upernavik      | 3   | 2 | 0 | 1 | 011:100 | 06     |
| 3.  | Eqaluk-56 Ikerasak   | 3   | 1 | 0 | 2 | 010:100 | 03     |
| 4.  | UB-68 Uummannaq      | 3   | 0 | 0 | 3 | 004:140 | 0      |

| Datum         |                      | Ergebnis |                      |
| ------------- | -------------------- | -------- | -------------------- |
| 22. Juli 2015 | Eqaluk-56 Ikerasak   | 0:1      | FC Malamuk Uummannaq |
| 22. Juli 2015 | UB-68 Uummannaq      | 1:3      | UB-83 Upernavik      |
| 23. Juli 2015 | Eqaluk-56 Ikerasak   | 5:3      | UB-68 Uummannaq      |
| 23. Juli 2015 | FC Malamuk Uummannaq | 4:2      | UB-83 Upernavik      |
| 24. Juli 2015 | Eqaluk-56 Ikerasak   | 5:6      | UB-83 Upernavik      |
| 24. Juli 2015 | FC Malamuk Uummannaq | 6:0      | UB-68 Uummannaq      |

#### Diskobucht
Ípernaĸ-53 Ilimanaq hätte auch in dieser Gruppe teilnehmen sollen, zog sich aber vor dem Wettbewerb zurück.
| Pl. | Verein            | Sp. | S   | U   | N   | Tore   | Punkte |
| --- | ----------------- | --- | --- | --- | --- | ------ | ------ |
| 1.  | T-41 Aasiaat      | 3   | 1–2 | 1–2 | 0   | 8+:1+  | 5–7    |
| 2.  | G-44 Qeqertarsuaq | 3   | 1   | 2   | 0   | 1+:1+  | 5      |
| 3.  | N-48 Ilulissat    | 3   | 1   | 1–2 | 0–1 | 6+:2+  | 4–5    |
| 4.  | I-69 Ilulissat    | 3   | 0   | 0   | 3   | 2+:13+ | 0      |

| Datum         |                   | Ergebnis |                   | Ort       |
| ------------- | ----------------- | -------- | ----------------- | --------- |
| 18. Juli 2015 | N-48 Ilulissat    | 5:1      | I-69 Ilulissat    | Ilulissat |
| 18. Juli 2015 | G-44 Qeqertarsuaq | 0:0      | T-41 Aasiaat      | Ilulissat |
| 19. Juli 2015 | N-48 Ilulissat    | 1:1      | G-44 Qeqertarsuaq | Ilulissat |
| 19. Juli 2015 | I-69 Ilulissat    | 1:8      | T-41 Aasiaat      | Ilulissat |
| 20. Juli 2015 | N-48 Ilulissat    | 1 ?:? 1  | T-41 Aasiaat      | Ilulissat |
| 20. Juli 2015 | I-69 Ilulissat    | ?:?      | G-44 Qeqertarsuaq | Ilulissat |

#### Mittelgrönland
Die Spiele fanden in Sisimiut statt.
| Pl. | Verein                | Sp. | S | U | N | Tore    | Punkte |
| --- | --------------------- | --- | - | - | - | ------- | ------ |
| 1.  | IT-79 Nuuk            | 5   | 5 | 0 | 0 | 019:500 | 15     |
| 2.  | B-67 Nuuk             | 5   | 4 | 0 | 1 | 021:500 | 12     |
| 3.  | SAK Sisimiut          | 5   | 3 | 0 | 2 | 008:700 | 09     |
| 4.  | NÛK                   | 5   | 1 | 1 | 3 | 005:800 | 04     |
| 5.  | Kâgssagssuk Maniitsoq | 5   | 1 | 1 | 3 | 008:120 | 04     |
| 6.  | S-68 Sisimiut         | 5   | 0 | 0 | 5 | 001:250 | 0      |

| Datum         |                       | Ergebnis |                       |
| ------------- | --------------------- | -------- | --------------------- |
| 15. Juli 2015 | B-67 Nuuk             | 3:4      | IT-79 Nuuk            |
| 15. Juli 2015 | NÛK                   | 0:2      | SAK Sisimiut          |
| 15. Juli 2015 | S-68 Sisimiut         | 1:4      | Kâgssagssuk Maniitsoq |
| 16. Juli 2015 | B-67 Nuuk             | 1:0      | NÛK                   |
| 16. Juli 2015 | S-68 Sisimiut         | 0:8      | IT-79 Nuuk            |
| 16. Juli 2015 | Kâgssagssuk Maniitsoq | 1:2      | SAK Sisimiut          |
| 17. Juli 2015 | Kâgssagssuk Maniitsoq | 2:2      | NÛK                   |
| 17. Juli 2015 | B-67 Nuuk             | 8:0      | S-68 Sisimiut         |
| 17. Juli 2015 | SAK Sisimiut          | 0:1      | IT-79 Nuuk            |
| 18. Juli 2015 | IT-79 Nuuk            | 3:1      | Kâgssagssuk Maniitsoq |
| 18. Juli 2015 | B-67 Nuuk             | 5:1      | SAK Sisimiut          |
| 18. Juli 2015 | NÛK                   | 2:0      | S-68 Sisimiut         |
| 19. Juli 2015 | B-67 Nuuk             | 4:0      | Kâgssagssuk Maniitsoq |
| 19. Juli 2015 | IT-79 Nuuk            | 3:1      | NÛK                   |
| 19. Juli 2015 | SAK Sisimiut          | 3:0      | S-68 Sisimiut         |

SAK Sisimiut qualifizierte sich später durch den Rückzug von ATA Tasiilaq.

#### Südgrönland
Nagtoralik Paamiut zog sich vor dem Wettbewerb zurück.
| Pl. | Verein             | Sp. | S | U | N | Tore | Punkte |
| --- | ------------------ | --- | - | - | - | ---- | ------ |
| 1.  | K-33 Qaqortoq      | 4   | 3 | 1 | 0 | ?:?  | 10     |
| 2.  | Eĸaluk-54 Tasiusaq | 4   | 2 | 1 | 1 | ?:?  | 07     |
| 3.  | N-85 Narsaq        | 4   | 0 | 0 | 4 | ?:?  | 0      |

| Datum         |                    | Ergebnis |                    | Ort    |
| ------------- | ------------------ | -------- | ------------------ | ------ |
| 17. Juli 2015 | Eĸaluk-54 Tasiusaq | 0:0      | K-33 Qaqortoq      | Narsaq |
| 17. Juli 2015 | N-85 Narsaq        | 0:7      | Eĸaluk-54 Tasiusaq | Narsaq |
| 18. Juli 2015 | N-85 Narsaq        | ?:?      | K-33 Qaqortoq      | Narsaq |
| 18. Juli 2015 | K-33 Qaqortoq      | ?:?      | Eĸaluk-54 Tasiusaq | Narsaq |
| 19. Juli 2015 | N-85 Narsaq        | ?:?      | Eĸaluk-54 Tasiusaq | Narsaq |
| 19. Juli 2015 | N-85 Narsaq        | ?:?      | K-33 Qaqortoq      | Narsaq |

#### Ostgrönland
ATA Tasiilaq qualifizierte sich für die Schlussrunde, zog sich aber zurück und wurde durch den mittelgrönländischen Drittplatzierten SAK Sisimiut ersetzt.

### Schlussrunde

#### Vorrunde
Die Spiele fanden in Qasigiannguit statt.
Gruppe A
| Pl. | Verein                  | Sp. | S | U | N | Tore    | Punkte |
| --- | ----------------------- | --- | - | - | - | ------- | ------ |
| 1.  | Kugsak-45 Qasigiannguit | 3   | 3 | 0 | 0 | 006:100 | 09     |
| 2.  | G-44 Qeqertarsuaq       | 3   | 2 | 0 | 1 | 008:400 | 06     |
| 3.  | SAK Sisimiut            | 3   | 1 | 0 | 2 | 003:300 | 03     |
| 4.  | FC Malamuk Uummannaq    | 3   | 0 | 0 | 3 | 000:900 | 0      |

| Datum       |                         | Ergebnis |                      |
| ----------- | ----------------------- | -------- | -------------------- |
| 3. Aug.2015 | Kugsak-45 Qasigiannguit | 1:0      | SAK Sisimiut         |
| 3. Aug.2015 | FC Malamuk Uummannaq    | 0:5      | G-44 Qeqertarsuaq    |
| 4. Aug.2015 | Kugsak-45 Qasigiannguit | 2:0      | FC Malamuk Uummannaq |
| 4. Aug.2015 | SAK Sisimiut            | 1:2      | G-44 Qeqertarsuaq    |
| 5. Aug.2015 | SAK Sisimiut            | 2:0      | FC Malamuk Uummannaq |
| 5. Aug.2015 | Kugsak-45 Qasigiannguit | 3:1      | G-44 Qeqertarsuaq    |

Gruppe B
| Pl. | Verein        | Sp. | S | U | N | Tore    | Punkte |
| --- | ------------- | --- | - | - | - | ------- | ------ |
| 1.  | B-67 Nuuk     | 3   | 3 | 0 | 0 | 011:200 | 09     |
| 2.  | IT-79 Nuuk    | 3   | 2 | 0 | 1 | 009:300 | 06     |
| 3.  | T-41 Aasiaat  | 3   | 1 | 0 | 2 | 004:800 | 03     |
| 4.  | K-33 Qaqortoq | 3   | 0 | 0 | 3 | 004:150 | 0      |

| Datum       |               | Ergebnis |               |
| ----------- | ------------- | -------- | ------------- |
| 3. Aug.2015 | T-41 Aasiaat  | 0:3      | B-67 Nuuk     |
| 3. Aug.2015 | K-33 Qaqortoq | 1:5      | IT-79 Nuuk    |
| 4. Aug.2015 | T-41 Aasiaat  | 4:2      | K-33 Qaqortoq |
| 4. Aug.2015 | B-67 Nuuk     | 2:1      | IT-79 Nuuk    |
| 5. Aug.2015 | B-67 Nuuk     | 6:1      | K-33 Qaqortoq |
| 5. Aug.2015 | T-41 Aasiaat  | 0:3      | IT-79 Nuuk    |

#### Platzierungsspiele
Halbfinale
| Datum          |                         | Ergebnis |                   | Ort           |
| -------------- | ----------------------- | -------- | ----------------- | ------------- |
| 7. August 2015 | Kugsak-45 Qasigiannguit | 0:2      | IT-79 Nuuk        | Qasigiannguit |
| 7. August 2015 | B-67 Nuuk               | 1:0      | G-44 Qeqertarsuaq | Qasigiannguit |

Spiel um Platz 7
| Datum          |                      | Ergebnis |               | Ort           |
| -------------- | -------------------- | -------- | ------------- | ------------- |
| 7. August 2015 | FC Malamuk Uummannaq | 3:4      | K-33 Qaqortoq | Qasigiannguit |

Spiel um Platz 5
| Datum          |              | Ergebnis |              | Ort           |
| -------------- | ------------ | -------- | ------------ | ------------- |
| 7. August 2015 | SAK Sisimiut | 1:5      | T-41 Aasiaat | Qasigiannguit |

Spiel um Platz 3
| Datum          |                         | Ergebnis |                   | Ort           |
| -------------- | ----------------------- | -------- | ----------------- | ------------- |
| 8. August 2015 | Kugsak-45 Qasigiannguit | 0:4      | G-44 Qeqertarsuaq | Qasigiannguit |

Finale
| Datum          |           | Ergebnis |            | Ort           |
| -------------- | --------- | -------- | ---------- | ------------- |
| 8. August 2015 | B-67 Nuuk | 3:1      | IT-79 Nuuk | Qasigiannguit |